# Moritz Rubenson
Salomon Moritz Rubenson, född 19 juni 1834 i Stockholm, död 13 augusti 1906 i Stockholm, var en svensk kommunalpolitiker och riksdagsman.

## Biografi
Moritz Rubenson var son till grosshandlaren Levi Rubenson och Amalia Lamm samt dotterson till Aron Levi Lamm. Han var vidare bror till Robert Rubenson. Han blev student vid Uppsala universitet 1852, filosofie magister 1857 och juris kandidat 1865 samt blev kanslist i justitierevisionsexpeditionen och auskultant i Svea hovrätt och Stockholms rådhusrätt, vilket var en svår karriärväg för den som liksom Rubenson var jude. 
Mellan 1867 och 1904 var han sekreterare hos Stockholms stadsfullmäktige och dess beredningsutskott. Därigenom fick han ett betydande inflytande inom stadens styrelse och medverkade till Stockholms omfattande utveckling under 1800-talets sista decennier. Mest skönjbara blev hans insatser genom en mångfald kommunala kommittéutredningar och den sedan 1869 årligen publicerade Berättelsen ang. Stockholms kommunalförvaltning. I  Stockholm, Sveriges huvudstad, utgiven till Stockholmsutställningen 1897, lämnade Rubenson också bidrag som redogjorde för den kommunala utvecklingen. Dessutom utgav han 1905 Smärre uppsatser i politiska och kommunala ämnen. 
Rubenson blev tagen i anspråk även för andra offentliga värv. Han var sekreterare i 1875–76 års kommitté för Helgeandsholmens ordnande och i kommittén 1883–84 angående byggnadsplatser för nya riksdags- och riksbankshus. Den utformning som byggnaderna fick stod dock långt ifrån kommittéernas förslag. Rubenson var vidare ledamot av brännvinslagstiftningskommittén 1877–80, skandinaviska firmalags- och varumärkeskommittén 1881–82, stadsplanekommittén 1884–85 samt av handelsregisterkommittén 1887. 
I riksdagens andra kammare representerade Rubenson Stockholms stads valkrets 1873–84 och var en av de ledande inom den dåtida centern. Han utmärkte sig som debattör och en skarp motståndare till lantmannapartiets skatte- och försvarspolitik. Vid 1883 års riksdag visade han sig dock i olikhet med flertalet inom partigruppen beredd till kompromisser för att lösa försvarsfrågan. Från 1895 var Rubenson ordförande bland föreståndarna inom mosaiska församlingen i Stockholm.
Rubenson gifte sig 1874 med danskan Talia Heckscher, som avled 1899.